# Військо Польське (Друга польська республіка)
Військо Польське — збройні сили Польської Республіки, що існували у період з 1918 з 1939 року, поки Третій Рейх і СРСР не захопили Польщу.

## Історія
Військо Польське було відтворено в 1918 році з елементів чотирьох окремих армій Росії, Австро-Угорщини, Німеччини і Франції (Армія Галлера) та озброєне технікою, що залишилася після Першої світової війни. Під час польсько-радянської війни 1919—1921 років її війська збільшилися до майже 800 000 осіб, але потім були зменшені після підписання Ризького миру.
На початку Другої світової війни 1 вересня 1939 року нацистська Німеччина вторглася на Польщу. Польські війська були розбиті у вересні 1939 року німецькими і радянськими військами (Червона армія напала 17 вересня 1939 року), загинули в боях або потрапили в полон. Частина польського війська втекла з окупованої країни і була роззброєна й інтернована в сусідніх країнах, а частина з тих, що залишилися в Польщі, влилася в партизанські загони Армії Крайової та інших партизанських груп, які таємно воювали проти іноземних окупантів.

## Особовий склад

### Українці
Не дивлячись на польсько-український антагонізм, українці в значній кількості служили в Війску Польському. Станом на 1923 р., там служило 40 тис. українців. Через рік ця цифра зменшилась до 20 тис., що становило понад 11% від численості всіх польських збройних сил і в такій пропорції залишалась до 1939 р. Польська влада переважно призивала українців в основному в піхоту та кавалерію, рідше у війська іншого типу. Після німецького вторгнення, в лавах польської армії опинилось від 100 до 150 тис. українців. З них близько 8 тис. загинуло, 15 тис. було поранено, 60 тис. потрапило до німецького і 20 тис. до радянської полону.